# Xysticus triangulosus
Xysticus triangulosus är en spindelart som beskrevs av James Henry Emerton 1894. Xysticus triangulosus ingår i släktet Xysticus och familjen krabbspindlar. Inga underarter finns listade i Catalogue of Life.